# NGC 3995
NGC 3995 is een balkspiraalstelsel in het sterrenbeeld Grote Beer. Het hemelobject werd op 5 februari 1864 ontdekt door de Duits-Deense astronoom Heinrich Louis d'Arrest.

## Burnham 918
Vanaf de aarde gezien bevinden de stelsels NGC 3995, NGC 3991, en NGC 3994 zich schijnbaar zeer dichtbij de dubbelster Burnham 918 (β 918, HD 103928). Amateurastronomen kunnen deze dubbelster aanwenden als gidsobject om, met behulp van telescopen, op zoek te gaan naar de groep van drie sterrenstelsels.

## Synoniemen
- UGC 6944
- IRAS 11550+3234
- MCG 6-26-61
- Arp 313
- ZWG 186.75
- VV 249
- KUG 1155+325B
- PGC 37624